# Pęcherzykowe zapalenie jamy ustnej
Pęcherzykowe zapalenie jamy ustnej (łac. stomatitis vesicularis) – zakaźna wirusowa choroba bydła, koni, mułów, świń, owiec.
Charakteryzuje ją występowanie pęcherzyków w błonie śluzowej jamy ustnej oraz w skórze strzyków i racic.
W Polsce choroba zwalczana z urzędu, podlega zakazowi szczepień.